# Gesellschaft zur Zeit der Han-Dynastie
In der Gesellschaft zur Zeit der Han-Dynastie herrschte der Einheitsgedanke, dass der rechtmäßige Herrscher der ist, dem sich „alles unter dem Himmel“ zuwendet. Die Han-Dynastie beherrschte China von 202 v. Chr. – 220 n. Chr. nach dessen staatlicher Einigung und Begründung des chinesischen Kaiserreiches durch Qin Shihuangdi. Sie brachte einen Beamtenstaat sowie die konfuzianische Staatsideologie hervor. Die Chinesen nennen sich noch heute Han-Leute, die sogenannten Han-Chinesen stellen den größten Bevölkerungsanteil.

## Theorien über die Ursachen der Entstehung der Eigenart der chinesischen Gesellschaft
- Ökonomische Theorie: Orientalische Gesellschaft
 Die asiatische Produktionsweise mit Bewässerung und Gemeinschaftsarbeit macht eine zentralistische Bürokratie notwendig, diese steuert auch die Entwicklung und Nichtentwicklung der Industrie. Hochentwickelte, arbeitsintensive Anbaumethoden lassen technologische Entwicklungen unwichtig erscheinen.(vgl. auch: Hydraulische Gesellschaft)
 Konkrete Beispiele:
 Wassermühlen werden von Beamten und Großgrundbesitzern bekämpft. Wirtschaftsmonopole des Staates verhindern private Kapitalakkumulation.
- Soziale Theorie: Gentry-Gesellschaft
 Großgrundbesitzer sind nicht mehr primär die Adligen, sondern eine neue Schicht, die den Boden käuflich erworben hat und von der Verpachtung dieses Bodens lebt. Diese Schicht stellt auch die Beamten.
- Politisch-ideologische Theorie: Konfuzianismus
 Die zentrale Bürokratie ist in zunehmendem Maße mit dem Konfuzianismus identifiziert. Tradition und Verpflichtung gegenüber Zentrale und Familie bedingen die Gesellschaftsstruktur.
- Außenpolitische Theorie:
 Das chinesische Reich dehnt sich aus, ohne eine gleichwertige Kultur als Gegenüber zu haben. Der Staat besitzt ein Außenhandelsmonopol. Man spricht statt von Handel von Tributen und Geschenken.

## Kulturelle Leistungen in der Han-Zeit
- Papier (bereits um 100 n. Chr.)
- Seide
- Porzellan
- Steinabdruck als Vorform des Buchdrucks
- Weiterentwicklung der chinesischen Gartenkunst